# Bounty Day
Bounty Day est un jour férié sur l'île de Pitcairn, destination des mutins du Bounty, et sur l'île de Norfolk. Elle est célébrée le 23 janvier à Pitcairn, et le 8 juin sur l'île Norfolk, le jour de l'arrivée des descendants des mutins sur l'île. Il porte le nom du HMS Bounty, bien que le navire n'ait jamais vu l'île Norfolk.

## Pitcairn
Bounty Day est célébré sur l'île de Pitcairn le 23 janvier, en commémoration de l'incendie du Bounty, par les mutins, en 1790. Des répliques du bateau, fabriquées par les insulaires, sont brûlées, lors des festivités.

## Norfolk Island
Bounty Day est la fête nationale de l'île de Norfolk, célébrée chaque année le 8 juin, en mémoire de l'arrivée des insulaires de Pitcairn sur l'île de Norfolk, en 1856. Avant le 8 juin 1856, l'île Norfolk était une colonie pénitentiaire, mais les Pitcairners ont reçu des concessions de terres (de la reine Victoria) à leur arrivée sur l'île en 1856.

### Déroulement des festivités
Le Bounty Day commence par une reconstitution du débarquement des Pitcairners au quai de Kingston. Les Pitcairners sont accueillis par l'administrateur et sa femme, et depuis le quai, ils se dirigent vers le cénotaphe, où ils déposent des couronnes en souvenir. Du cénotaphe, ils marchent ensuite vers le cimetière, où sont chantés des hymnes. Ensuite, ils se rendent à la Maison du Gouverneur, où une famille portant le nom de Quintal, Evans, McCoy, Buffett, Adams, Nobbs, Christian ou Young (étant des descendants des Pitcairners) reçoit le titre de " Famille de l'année ". Les enfants dévalent la colline devant la Maison du Gouvernement, puis toute la procession se rend au Compound, où les enfants jouent à des jeux et participent à une fête de célébration. En fin de journée, tout le monde rentre chez lui pour se préparer pour le Bounty Ball, au cours duquel il y a une compétition pour célébrer davantage le Bounty Day.